# Jarplunder Au
Die Jarplunder Au ist ein Bach am südwestlichen Stadtrand Flensburgs bei Jarplund, einem Teil der Gemeinde Handewitt.

## Hintergrund
Die ungefähr zwei Kilometer lange Jarplunder Au hat ihren Anfang beim Jarplunder Moor. Durch die Entwässerung des Moorgebietes führt sie ein braun-schwarzes, huminsäurereiches  Wasser. Sie fließt durchgehend in Richtung Norden. Das natürliche Bachbett der Jarplunder Au wurde in der Vergangenheit im Stadtgrenzbereich zu einem schmalen Graben mit Trapezprofil umgewandelt. Über Jahrzehnte wurde das Bachbett regelmäßig mit einem Bagger von Sedimenten befreit. Im Zuge der Renaturierung 2008 wurde das Bachbett und Bachufer ab der Stadtgrenze natürlicher gestaltet und das das Ausbaggern eingestellt. In Folge nehmen die Sedimente im Fluss wieder zu. Im Süden der Stadt Flensburg, 800 Meter von der Stadtgrenze entfernt, im sogenannten Scherrebektal treffen die Jarplunder Au und die Peelwatt aufeinander und bilden ab dort zusammen den Fluss Scherrebek.